# Farouk Kaddoumi
Farouk al-Kaddoumi (en arabe : فاروق القدومي ; né le 18 août 1931 et mort le 22 août 2024) est un homme politique palestinien cofondateur du Fatah, secrétaire-général du comité central du Fatah, et chef du département politique de l'Organisation de libération de la Palestine à Tunis en Tunisie. Il est aussi connu sous son nom de guerre au Fatah : Abou Loutof.

## Biographie
Farouk Kaddoumi est né à Jinsafut en Cisjordanie. Il part avec sa famille pour Haïfa lors de la guerre civile de 1947-1948 en Palestine mandataire. Durant la première guerre israélo-arabe en 1948, il retourne en Cisjordanie à Naplouse. À la fin des années 1940, il milite pour le parti Baas.
Expatrié en Arabie saoudite dans le début des années 1950, il travaille pour une compagnie pétrolière. En 1954, il rentre à l'université américaine du Caire en Égypte pour y étudier les sciences économiques et la science politique. Il y rencontre Yasser Arafat et Salah Khalaf avec qui il partage les idées concernant la Palestine.
Il quitte l'Égypte pour le Koweït, comme de nombreux palestiniens à l'époque dont Arafat et Khalaf, où il est fonctionnaire dans un ministère. En 1959, avec Khalil al-Wazir et Mahmoud Abbas, il fonde le Fatah. Il prend alors le nom de guerre de Abou Loutof (traduit père de Loutof).
En 1960, il part vivre aux Émirats arabes unis. En 1965, il retourne travailler au Koweït pour le ministère de la santé. En 1966, il est contraint de quitter le pays pour activités anti-gouvernementales avec l'Organisation de libération de la Palestine. Il décide alors de se consacrer essentiellement à la résistance palestinienne. Il voyage beaucoup entre Damas et Le Caire. 
En 1967, il crée un service de renseignements et de contre-espionnage, qui sera pris en main par Abou Iyad (Salah Khalaf). En 1969, alors que Abou Ammar (Yasser Arafat) est nommé président du comité exécutif de l'OLP et qu'ainsi le Fatah prend le contrôle de l'organisation, Kaddoumi devient une figure importante de l'OLP en intégrant le comité exécutif en tant que responsable de la mobilisation des organisations populaires. En 1973, à Damas, il succède à Abou Saïd (Khaled el-Hassan) en tant que chef du département politique de l'OLP, l'équivalent d'un ministère des Affaires étrangères, qu'il occupe toujours aujourd'hui.
En 1976, Arafat et Kaddoumi rencontrent Meir Vilner et Toufiq Toubi, chefs de la faction majoritairement arabe du parti communiste israélien Maki. Ce meeting permet de mettre en place une collaboration étroite entre l'OLP et le Maki.
Il est toujours nommé comme secrétaire-général du comité central du Fatah. Au début des années 1980, l'OLP est contrainte de fuir le Liban à cause de l'invasion israélienne vers la Tunisie ; Kaddoumi part habiter à Tunis. 
Le 13 septembre 1993 ont lieu les accords d'Oslo. Kaddoumi s'y oppose, accusant Arafat et Abbas de trahison des principes de l'OLP, et il refuse protocole d'Oslo. Il vit toujours à Tunis.
Le 11 novembre 2004, Arafat décède. Kaddoumi se dit le successeur de Arafat à la tête du Fatah, ce qui crée une nouvelle division au sein du mouvement, entre Kaddoumi et Mahmoud Abbas.